# Exorista aureifrons
Exorista aureifrons là một loài ruồi trong họ Tachinidae.